# Liodrosophila striatifrons
Liodrosophila striatifrons är en tvåvingeart som beskrevs av Toyohi Okada 1992. Liodrosophila striatifrons ingår i släktet Liodrosophila och familjen daggflugor. Inga underarter finns listade i Catalogue of Life.